# آیوالی (امام‌اغلو)
آیوالی (به ترکی استانبولی: Ayvalı) یک منطقهٔ مسکونی در ترکیه است که در امام‌اغلو واقع شده‌است.